# Litolinga acuta
Litolinga acuta är en tvåvingeart som först beskrevs av Adams 1903.  Litolinga acuta ingår i släktet Litolinga och familjen stilettflugor. Inga underarter finns listade i Catalogue of Life.